# Goodenia lanata
Goodenia lanata är en tvåhjärtbladig växtart som beskrevs av Robert Brown. Goodenia lanata ingår i släktet Goodenia och familjen Goodeniaceae. Inga underarter finns listade i Catalogue of Life.